# Aurimas Pečkauskas
Aurimas Pečkauskas (* 18. Juni 1987 in Tilvikai, Rajongemeinde Klaipėda) ist ein litauischer Arzt und Politiker, ehemaliger Minister der Gesundheit.

## Leben
Nach dem Abitur 2006 am Gymnasium absolvierte er von 2006 bis 2012 das Magisterstudium der Medizin und von 2012 bis 2016 die Facharztweiterbildung der Anästhesiologie und Reanimatologie an der Medizinakademie der Litauischen Universität für Gesundheitswissenschaften in der  zweitgrößten litauischen Stadt Kaunas. Von 2013 bis 2015 war er Arzt im Krankenhaus Plungė und von 2014 bis 2015  Middle Grade Doctor und von 2016 bis 2018 als Facharzt bei Barking Havering and Redbridge University Trust in Romford, London.
Von 2016 bis 2020 arbeitete er als Facharzt, von 2018 bis 2020 als Spezialist in den Kliniken Kaunas und von 2017 bis 2020 als Lektorassistent der Medizinakademie. 2020 war er Direktor für Medizin am Respublikinė Kauno ligoninė. Von 2021 bis August 2024 war er Stellvertreter von Arūnas Dulkys am Gesundheitsministerium Litauens, stellvertretender Gesundheitsminister. Von August 2024 bis Dezember 2024 war er Gesundheitsminister im Kabinett Šimonytė (geleitet von Premierministerin Ingrida Šimonytė), ernannt von Präsident Gitanas Nausėda.